# 샤프 자우루스

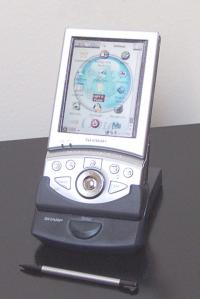
OpenZaurus와 OPIE를 실행 중인 샤프 자우루스 SL-5500, 도킹 크래들과 스타일러스 포함

샤프 자우루스(Sharp Zaurus)는 샤프에서 만든 개인 정보 단말기(PDA) 시리즈이다. 자우루스는 1990년대 일본에서 가장 인기 있는 PDA였으며 독점적인 운영 체제를 기반으로 했다. 리눅스 운영 체제를 사용한 최초의 샤프 PDA는 Qtopia 기반의 Embedix Plus를 실행하는 SL-5000D였다. 리눅스 문서화 프로젝트는 자우루스 시리즈를 "진정한 리눅스 PDA"로 간주하는데, 이는 제조업체가 기본적으로 리눅스 기반 운영 체제를 설치하기 때문이다. 이 이름은 공룡 이름에 일반적으로 붙는 접미사에서 유래했다.

## 역사
1993년 9월, 샤프는 자사의 이전 위자드 PDA 라인(위자드는 애플의 뉴턴에도 영향을 미쳤다)의 후속 모델로 자우루스 라인의 첫 PDA인 PI-3000을 선보였다. 흑백 LCD 화면, 필기 인식, 광학 통신 기능 등을 갖춘 자우루스는 곧 샤프의 베스트셀러 제품 중 하나가 되었다.
1994년에 출시된 PI-4000은 모뎀과 팩스 기능을 내장하여 자우루스의 기능을 확장했다. 1995년에는 이메일 및 휴대폰 인터페이스와 PC 연결 기능을 갖춘 PI-5000이 그 뒤를 이었다. 자우루스 K-PDA는 필기 인식 외에 키보드를 내장한 최초의 자우루스였다. PI-6000과 PI-7000은 추가적인 개선 사항을 가져왔다.
1996년 샤프는 샤프 자우루스 ZR-5800을 선보였다. 이 모델은 이전 자우루스 모델과 동일한 소형 디자인, 포트 및 포인팅 장치를 사용했다. 변경 사항은 주로 ROM에 있었다. 2MB RAM과 백라이트가 있는 320x240 LCD 디스플레이가 함께 제공되었다.
이 시기에 샤프는 컬러 LCD 기술에서 상당한 발전을 이루었다. 1996년 5월, 최초의 컬러 자우루스가 출시되었다. MI-10 및 MI-10DC는 5인치(12.7cm) 컬러 TFT LCD 화면을 갖추고 있었다. 이 모델은 인터넷에 연결할 수 있었고, 내장 카메라와 오디오 레코더를 갖추고 있었다. 그 해 말, 샤프는 당시 세계에서 가장 큰 40인치(100cm) TFT LCD 화면을 개발했다. 12월, MI-10/10DC 자우루스는 미국의 Information Display Magazine에서 올해의 최고 제품으로 선정되었다.
샤프는 디스플레이 기술을 계속 발전시켰다. 자우루스는 2000년 11월 일본에서 MI-E1이 출시되면서 비디오 재생과 같은 추가 멀티미디어 기능을 얻었다. MI-E1은 또한 시큐어 디지털 및 콤팩트플래시 메모리 카드를 모두 지원하는 최초의 자우루스였으며, 이 기능은 향후 모델에서도 표준이 되었다.
MI 시리즈는 일본에서 잘 팔렸지만, 미국이나 유럽에서는 출시되지 않았고, 일본 사용자 인터페이스는 다른 언어로 번역되지 않았다. 일본 외 지역에 출시된 기계는 리눅스 기반 SL 시리즈였으며, 그 중 첫 번째는 SL-5000D "개발자 에디션"이었다. 그 뒤를 이어 SL-5500이 출시되었으며, 둘 다 Lineo가 개발한 리눅스 운영 체제의 임베디드 버전인 'Embedix'와 Trolltech가 개발한 Qt 툴킷 기반 임베디드 애플리케이션 환경인 Qtopia를 결합했다.
일본 내 MI 시리즈 개발은 한동안 계속되었지만, MI-E25DC는 공식적으로 마지막 MI 시리즈 자우루스로 선언되었다.
샤프는 SL 시리즈 개발을 계속하여 일본에서 SL-C700, C750, C760, C860 모델을 출시했으며, 이 모든 모델은 640x480 VGA 화면 해상도를 특징으로 한다. 이들은 모두 더 빠른 400MHz 인텔 XScale 기술을 기반으로 하지만, SL-C700은 결함이 있었고 실제 속도는 206MHz SL-5500과 동일했다. SL-C 모델 4종은 모두 화면을 회전시키는 특이한 기능을 가진 클램셸 타입 장치이다. 이를 통해 기기를 키보드와 함께 미니 노트북 PC처럼 가로 모드로 사용하거나, PDA처럼 세로 모드로 사용할 수 있다.
샤프는 2004년 초 SL-6000 형태로 클램셸과 매우 다른 장치를 선보였다. SL-6000L(와이파이만 지원하고 블루투스는 지원하지 않음)은 북미에서 판매되었으며, 5xxx 시리즈 이후 일본 외 지역에서 공식적으로 판매된 마지막이자 유일한 장치였다. 5xxx의 슬라이더 형태로 돌아왔지만 VGA 디스플레이를 갖추고 있었고, 몇 개의 키 버튼이 있는 슬라이더가 thumbboard를 덮고 있었다. IBM과의 공동 프로젝트가 있었고, 6000은 대중적인 인기를 얻지 못했으며 아마존은 재고를 처분했다.
2004년 10월, 샤프는 통합 하드 디스크 드라이브를 탑재한 세계 최초의 PDA인 SL-C3000(팜 라이프 드라이브보다 앞서 출시)을 발표했다. 이 모델은 이전 C860 모델과 유사한 하드웨어 및 소프트웨어 사양을 특징으로 했다. 주요 차이점은 플래시 메모리가 16MB에 불과했지만 내부 4GB 히타치 마이크로 드라이브와 USB 호스트 포트를 얻었고, 직렬 포트가 "사라졌다"(일부 경우 구성 요소가 마더보드에 장착되지 않았거나 일반 직렬 어댑터 케이블을 구동할 수 없었다). 키보드 느낌과 레이아웃이 다소 변경되었고, 대부분의 소유자는 760/860보다 선호했다.
2005년 3월, C3000 제품에 SL-C1000이 추가되었는데, 이 모델은 기존 128MB 플래시 메모리로 돌아왔지만 내부 마이크로 드라이브는 사라졌다. C1000은 더 저렴하고 가벼웠으며 플래시 메모리에서 실행되므로 실행 속도가 빨랐지만, 대용량 저장 장치용 메모리 카드를 장착하기 위해 SD 또는 CF 카드 슬롯을 "낭비"해야 했다. 당시 지원되는 최대 카드는 1GB였다. C1000은 필수 구성 요소가 없기 때문에 내부 마이크로 드라이브를 장착하도록 업그레이드할 수 없었지만, USB 호스트 기능을 사용하여 내부 블루투스 및 와이파이 모듈을 장착하는 데 공간을 사용할 수 있다.
2005년 6월, 샤프는 C1000의 플래시 용량을 갖추면서도 마이크로 드라이브를 탑재한 SL-C3100을 출시했으며, 이는 실제로 매우 인기 있는 모델로 입증되었다. 1000, 3000, 3100 모델은 오버클럭이 가능하여 기기의 비디오 재생 능력을 더욱 부드럽게 향상시켰다.
2006년 3월, 가장 최근 모델이 출시되었는데, 예상대로 SL-C3200이라는 이름이 붙었다. 이 모델은 기본적으로 SL-C3100이지만, 더 새로운 6GB 히타치 마이크로 드라이브와 케이스 색상에 대한 추가 수정이 이루어졌다. 인텔 PXA270 CPU는 나중 변형으로, 일부는 오버클럭이 그렇게 높지 않기 때문에 열등하다고 생각할 수도 있다. 커널은 샤프 독점 SD/MMC 모듈에 중요한 수정을 가하여 4GB SD 카드를 사용할 수 있게 되었고(이는 3000 및 3100 소유자들이 빠르게 빌려갔다), 소프트웨어 패키지에는 뉘앙스 커뮤니케이션즈의 텍스트 음성 변환 소프트웨어와 업그레이드된 사전이 추가되었다.
SL 시리즈 장치는 오랫동안 일본에서만 판매되었지만, 일본에는 이들을 전 세계로 수출하는 전문 회사들이 있으며, 때로는 전혀 수정하지 않고, 때로는 추가 비용으로 영어 변환이 가능하다. 모든 자우루스 모델이 샤프에서 범용(100/110/240 V) 전원 공급 장치와 함께 제공된 것은 아니므로(자우루스는 5 V/1 A의 정격 전원 공급 장치를 사용함), 추가 또는 교체 전원 어댑터가 필요하며, 모든 수출업체가 이를 기본적으로 제공하는 것은 아니다.
미국, 영국, 독일에도 비공식 리셀러들이 있으며, 그 중 주목할 만한 예로 Trisoft가 있는데, 이들은 "CE" 표준 준수를 위해 장치를 준비하고 인증한다.
일본으로부터 공식적인 수출 채널이 없기 때문에 샤프는 일본 외 지역에서 보증 또는 수리 서비스를 제공하지 않으므로, 해외 구매자들은 선택한 리셀러에게 수리를 의존해야 하며, 일반적으로 장치를 일본 내 에이전트에게 보내어 마치 일본에서 소유하고 사용된 것처럼 샤프에 의해 수리받은 후 소유자에게 다시 보내는 방식으로 처리된다. 자우루스는 실제로 상당히 견고한 장치이지만, 소형화로 인해 일반 전자 제품 취미가들에게는 쉽게 수리할 수 없다.
2007년 1월, 샤프가 2007년 2월 이후 자우루스 라인 생산을 중단할 것이라고 보도되었다. 이후 3월에는 유럽의 한 공급업체가 수요가 여전히 강해 자우루스 한 묶음을 구매하려 했으나, 이들이 모두 샤프의 원래 단종일 이후에 제조된 것임을 알게 되었지만, 샤프는 그 계획을 설명할 수 없었다.
이후 모델인 WS003SH와 WS004SH는 무선 및 휴대폰, 데이터 기능을 추가했지만, 윈도우 모바일 5.0 운영 체제/애플리케이션 스위트를 실행했다.

## 모델
- 개인 정보 (PI) 시리즈
  - Pi² T, 1992년 4월에 발표된 개념 증명 모델
  - PI-3000, 첫 번째 모델, 1993년 10월 1일 일본 시장에 출시
  - PI-4000/FX, 잉크 및 팩스 기능이 있는 2세대, 1994년 6월 일본에서 판매
  - PI-5000/FX/DA, 개인용 컴퓨터와 데이터 동기화가 가능한 첫 번째 모델, 1994년 11월 판매
  - PI-4500, 1995년 1월 출시
  - PI-6000/FX, 새로운 필기 인식 소프트웨어 탑재, 1995년 8월 일본에서 판매
  - PI-6000DA, 휴대폰용 디지털 어댑터 추가, 1995년 12월 12일 출시
  - PI-7000, AccessZaurus(アクセスザウルス)라고 불리며 내장 모뎀을 갖추고 1996년 2월 출시
    - 참고: 혼동스럽게도 샤프는 "PI-7000 ExpertPad"라는 다른 장치를 만들었는데, 이는 뉴턴 기반 장치였고 자우루스는 아니었다.

  - PI-6500, 1996년 11월 22일 일본 시장에 55,000 엔의 정가로 출시. 147x87x17mm 크기에 배터리 포함 195g, 239x168 도트 매트릭스 디스플레이와 715KB 사용자 주소 지정 가능한 메모리 탑재.
  - PI-8000, 1997년 1월 24일 80,000엔의 정가로 판매 시작. 319x168 도트 매트릭스 디스플레이, 711KB 사용자 주소 지정 가능한 메모리, 157x90x17mm 크기, 배터리 포함 215g.
  - PI-6600, 239x168 도트 매트릭스 디스플레이, 147x87x17mm 크기, 배터리 포함 195g의 마지막 AccessZaurus. 1997년 9월 25일 일본에서 판매 시작.
- K-PDA (ZR) 시리즈
  - ZR-3000, 320x240 터치스크린, 1MB RAM.[4][5]
  - ZR-3500, ZR-3000과 유사, 새로운 내부 14.4/9.6kbit/s 모뎀 탑재.[6]
  - ZR-5000/FX, 클램셸 모델, 일본 외 지역에서만 판매, 1995년 1월 판매 시작.
  - ZR-5700 펜 기반 터치스크린, 320x240 LCD, 1MB RAM.
  - ZR-5800 백라이트 화면, 2MB RAM.[7]
- MI 시리즈
  - MI-10DC/10, ColorZaurus라는 별명, 컬러 디스플레이를 탑재한 첫 모델. DC 모델은 디지털 카메라를 탑재했으며 초기 가격은 155,000엔. MI-10은 120,000엔으로 책정. 두 모델 모두 1996년 6월 25일 판매 시작.
  - MI-506DC/506/504, PowerZaurus
  - MI-110M/106M/106, ZaurusPocket
  - MI-610/610DC, PowerZaurus
  - MI-310, ZaurusColorPocket 자우루스 MI-310

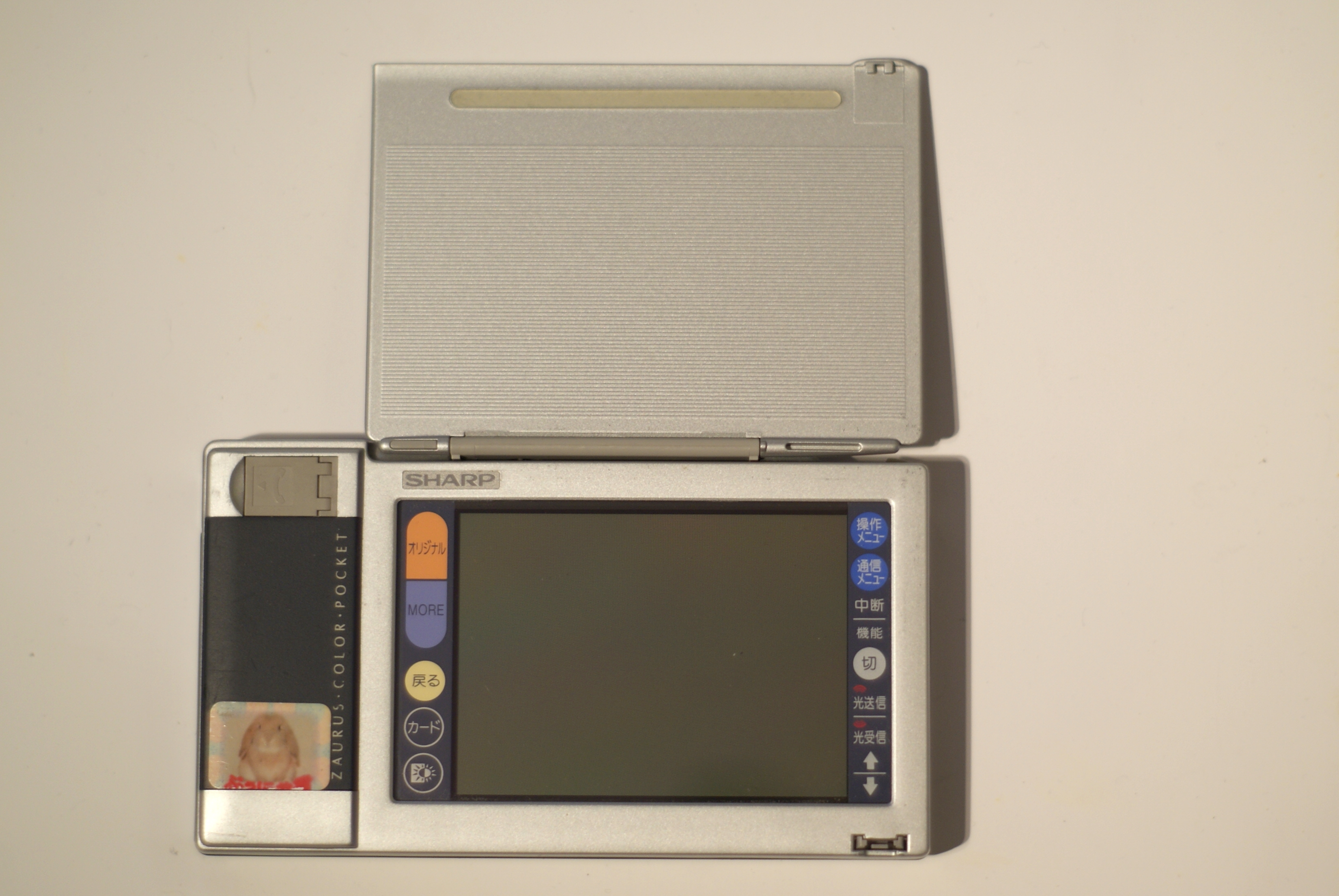
자우루스 MI-310

  - MI-EX1, Zaurus iCRUISE - 640x480 해상도 디스플레이를 갖춘 최초의 PDA
  - MI-C1-A/S, PowerZaurus
  - MI-P1-W/A/LA, Zaurus iGeti
  - MI-P2-B, Zaurus iGeti - 더 많은 내부 소프트웨어, 더 많은 플래시
  - MI-P10-S, Zaurus iGeti - P1/P2보다 더 큰 RAM 및 플래시
  - MI-J1, Internet Dictionary Zaurus
  - MI-E1, 첫 수직 디스플레이 모델 - 미니 키보드
  - MI-L1, E1의 간소화 버전 - 디스플레이 백라이트 없음
  - MI-E21, E1의 향상된 버전 - RAM 및 ROM 크기 두 배
  - MI-E25DC, 내부 640x480 디지털 카메라를 갖춘 MI-E21
- 기타 MI 시리즈 관련 장치
  - BI-L10, Business Zaurus - 모노 화면, 4Mb IRDA, 네트워크 어댑터
  - MT-200, Communications pal - 키보드 입력, 제한된 I/O
  - MT-300, Communications pal - 4MB 플래시, 재디자인
  - MT-300C, Communications pal - CDMAone 버전
  - Browser Board, NTT 도코모 특정 소프트웨어와 MT-300MT-300 브라우저 보드
- 리눅스 기반 SL 시리즈

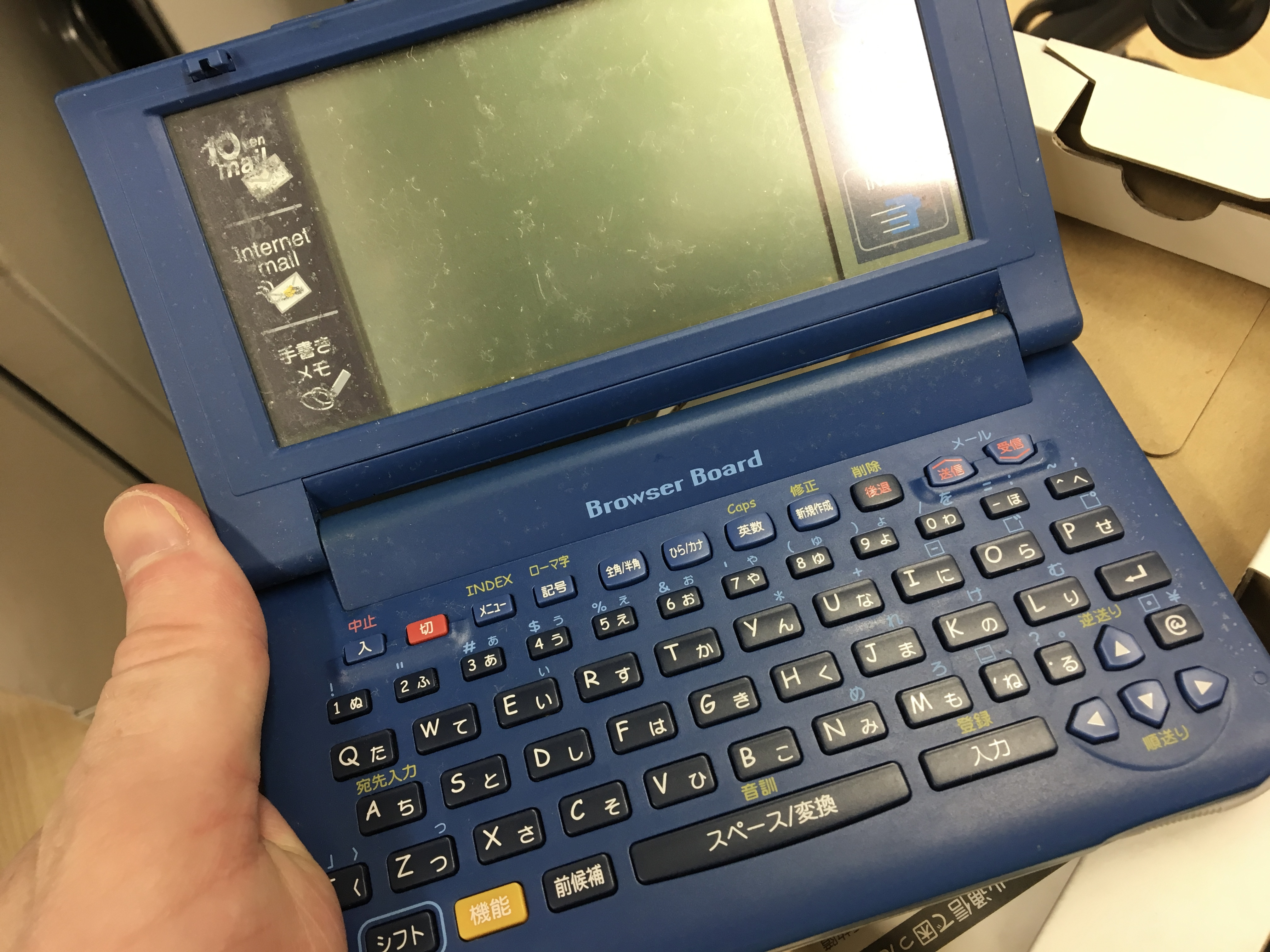
MT-300 브라우저 보드

  - SL-5000D, SL-5500의 개발자 에디션으로 32MB의 RAM을 포함. (2001)
  - SL-5500 (Collie), 일본 외 지역에서 판매된 첫 번째 새로운 자우루스로, 206MHz로 실행되는 인텔 SA-1110 StrongARM 프로세서 기반, 64MB RAM 및 16MB 플래시, 내장 키보드, 콤팩트플래시(CF) 슬롯, Secure Digital(SD) 슬롯 및 적외선 포트. (2002)
  - SL-A300 (Discovery), 키보드가 없는 초경량 PDA. 인텔 XScale PXA210 200MHz 프로세서 기반, 일본에서만 판매 (2003)
  - SL-5600 (Poodle), SL-5500의 후속 모델로, 더 뛰어난 처리 능력, 증가된 RAM, 내장 스피커 및 마이크. 인텔 XScale 400MHz 프로세서 기반. 그러나 일부 PXA250 프로세서에 캐시 버그가 있었음 (쉽게 수정 가능!). SL-5600용 인기 ROM으로는 Watapon, Synergy, OpenZaurus 등이 있음. (2002)
    - SL-B500, 일본 내 SL-5600의 명칭

  - SL-C700 (Corgi), 클램셸 모델로 샤프의 "시스템 LCD"를 사용한 최초의 PDA. 인텔 XScale PXA250 400MHz 프로세서 기반, 일본에서만 판매. (2003)
  - SL-C750 (Shepherd), SL-C700의 개선 버전으로 배터리 수명 증가, 더 빠른 프로세서 및 업데이트된 소프트웨어, 일본에서만 판매. (2003)
  - SL-C760 (Husky), SL-C700의 개선 버전으로 SL-C750의 두 배 내부 플래시 저장 공간 및 더 큰 배터리, 일본에서만 판매. (2004)
  - SL-C860 (Boxer), SL-C760과 유사하며, USB 저장 장치로 인식될 수 있는 소프트웨어 업그레이드가 포함되어 있고, 내장 영-일 번역 소프트웨어가 탑재, 일본에서만 판매. 대체 OS가 설치된 샤프 자우루스 SL-C860 (2004)

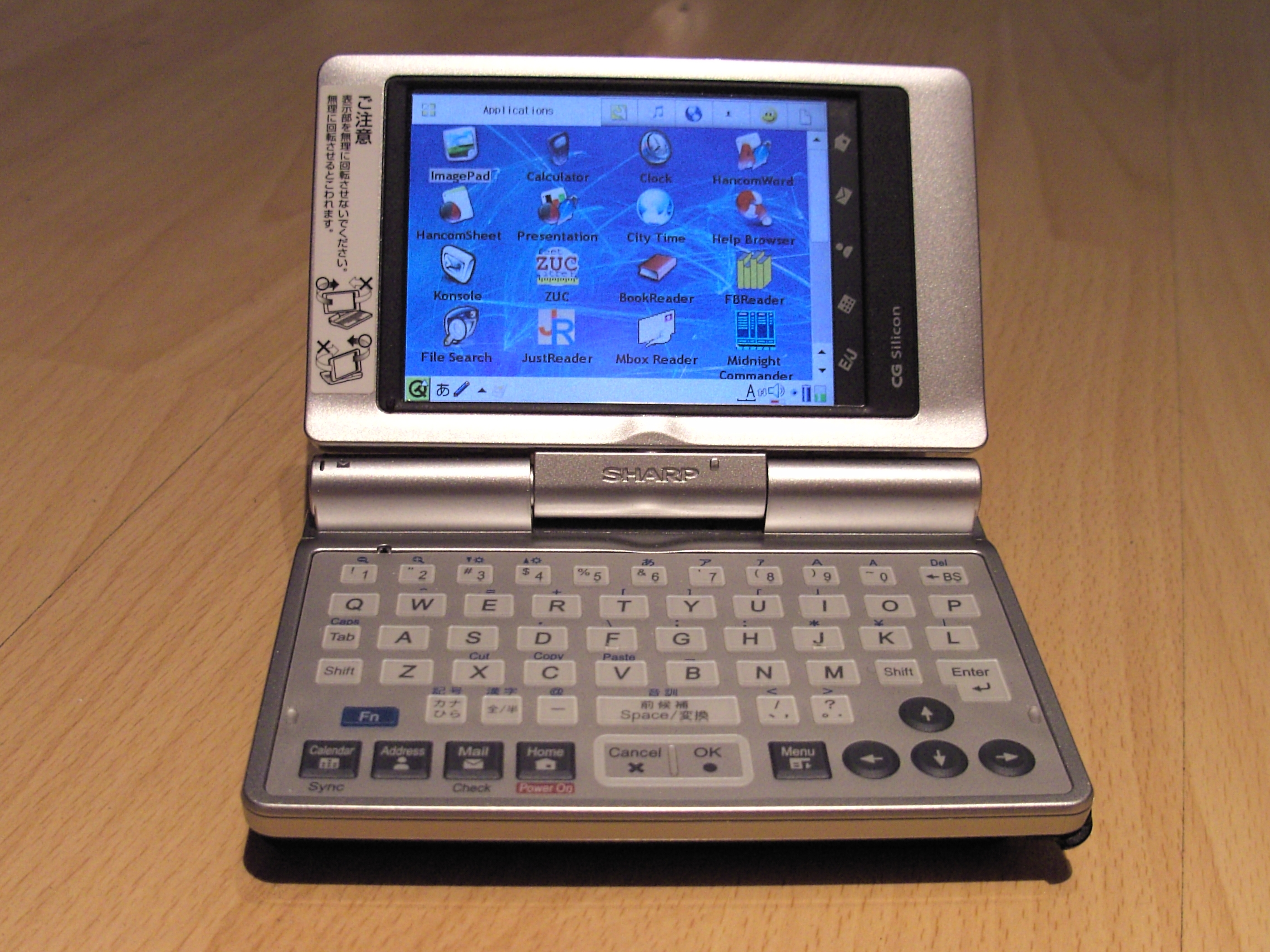
대체 OS가 설치된 샤프 자우루스 SL-C860

  - SL-6000 (Tosa) (2005), SL-5600의 후속 모델로 3가지 버전으로 제공:
    - SL-6000N, 4인치 VGA 디스플레이, 인텔 XScale PXA255 400MHz 프로세서, 64MB 플래시 메모리, 64MB SDRAM, CF 및 SD 슬롯, IR 포트. 내장 마이크, 스피커, USB 호스트 포트.[8]
마이크로소프트 윈도우 모바일 2003 세컨드 에디션을 탑재한 HC-6000N이라는 버전과 동일한 하드웨어를 가진 히타치의 휴대용 장치 FLORA-ie MX1이 있으며, 둘 다 일본에서만 구매 가능하다.
    - SL-6000L, SL-6000N과 동일, 내장 802.11b 와이파이 추가.[8]
    - SL-6000W, SL-6000N과 동일, 내장 802.11b 와이파이 및 블루투스 추가.

  - SL-C3000 (Spitz), SL-C860과 유사, SL-C3000은 USB 호스트 포트를 포함하여 키보드, 마우스 등 USB 장치 연결 가능. 또한 인텔 Xscale PXA270 416MHz CPU 탑재. 이 모델은 플래시 저장 공간이 16MB에 불과하지만 4GB 히타치 HDD를 가지고 있으며 하드 디스크를 탑재한 최초의 PDA. 일본에서만 판매.
  - SL-C1000 (Akita), SL-C3000과 유사, HDD 대신 128MB 플래시 ROM 탑재.미드나이트 커맨더를 표시하는 샤프 자우루스 SL-C1000.

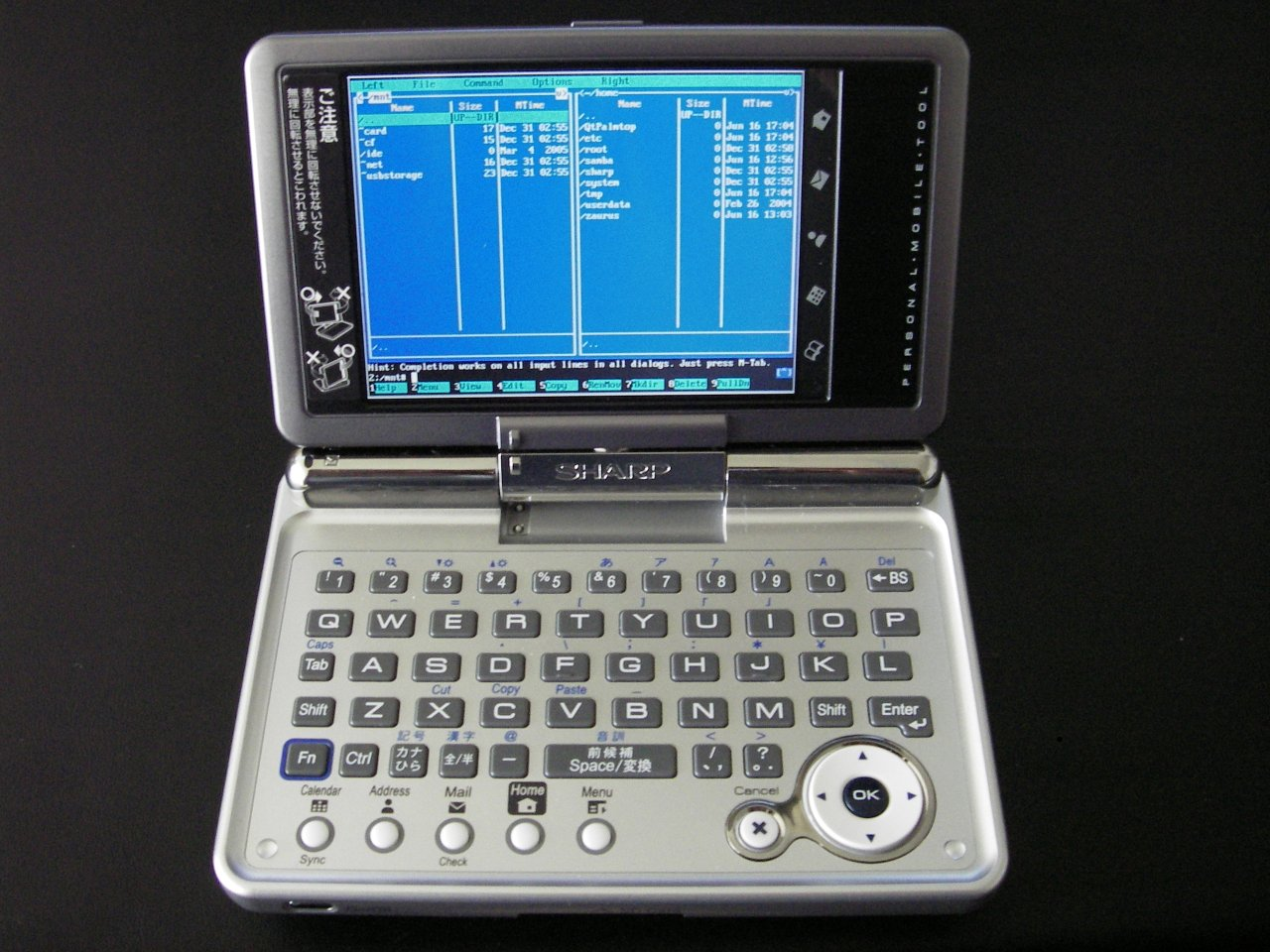
미드나이트 커맨더를 표시하는 샤프 자우루스 SL-C1000.

  - SL-C3100 (Borzoi), SL-C3000과 유사, 플래시 ROM이 128MB로 증가, 여전히 4GB HDD 탑재.
  - SL-C3200 (Terrier), 최신 클램셸 모델, 2006년 3월 17일 출시, SL-C3100과 유사. HDD가 6GB로 증가, 업데이트된 사전, 뉘앙스 커뮤니케이션즈의 텍스트 음성 변환 소프트웨어 및 토익 시험 포함.
- 비즈니스용 (특정 고객용)
  - PI-B304/B308, x86 16비트 CPU (NEC V20) MS-DOS 기반. RAM 2MB, 플래시 메모리 B304 2MB/B308 6MB. IrDA 1.0/1.1, PCMCIA TypeII, 5.9인치 480x320 반사형 모노크롬 LCD.

## 운영 체제
자우루스의 OS는 일반적으로 임베디드 플래시 메모리에 저장되고 플래싱 도구를 사용하여 설치되기 때문에 커뮤니티에서는 이를 'ROM'이라고 자주 부른다. 또한 5xxx 시리즈 이후 모든 자우루스에는 특수 "복구" 모드 NOR 플래시(또는 최신 모델의 P2ROM)가 있어 손상된 OS로부터 복구할 수 있다.
- 오픈자우루스, OPIE 또는 GPE 그래픽 사용자 인터페이스를 사용하며 파워 유저를 위해 설계되었다. 오픈자우루스에는 샤프 배포판에 포함된 독점 소프트웨어가 없다. 오픈자우루스 개발은 OpenEmbedded 빌드 환경을 기반으로 하지만 자우루스에 국한되지 않고 더 넓은 범위의 장치를 지원하는 앙스트롬(Ångström)을 선호하여 중단되었다.
- 앙스트롬 배포판, 오픈자우루스의 대체판이다. 오픈자우루스는 개발이 중단되었으며, 개발자들은 현재 앙스트롬 배포판에서 작업하고 있다. 앙스트롬은 OpenEmbedded 빌드 시스템 기반의 자우루스 배포판으로, 현재 이미지는 콘솔 및 X11 GPE 기반 ROM이다.
- pdaXrom, X 그래픽 시스템과 matchbox/openbox 사용자 인터페이스를 기반으로 하는 배포판.
- Cacko,[9] 원래 샤프 ROM의 대안으로, 동일한 Qt 그래픽 시스템을 기반으로 하며 OS의 기본 부분을 가능한 한 많이 업그레이드하면서도 완벽한 호환성을 유지하고 독점적인 샤프 애플리케이션을 실행할 수 있도록 한다.
- 2007년 8월, 젠투 리눅스 포팅이 시작되어 일부 가능성을 보였다.
- C3x00 등 클램셸 모델용 우분투의 ARM 포트를 기반으로 한 Zubuntu는 2008년에 시작되었다.
- Arch Linux ARM은 2015년에 C3x00 모델에 포팅되었다.

샤프 및 Cacko ROM의 경우, "테츠(Tetsu)"(일본 자우루스 전문가)와 같은 타사 및 다소 실험적인 커널이 있으며, 이는 특이한 하드웨어에 대한 흥미로운 최적화 및 드라이버를 제공한다. 리눅스 커널만 교체할 수 있는데, 이는 호환성을 유지하고 "기본" ROM과 함께 제공되는 설치된 소프트웨어를 유지하면서 더 나은 성능을 제공할 수 있다.
GUI(qt/qtopia, X11 + matchbox, X11 + E17 등) 선택 외에 중요한 차이점은 커널이 ARM 표준 EABI를 사용하여 빌드되었는지 여부, 그리고 소프트웨어 또는 하드웨어 부동 소수점을 사용하는지 여부이다(하드웨어 부동 소수점을 사용하는 코드는 하드웨어가 이를 지원하지 않기 때문에 실제로 더 느리다. 따라서 해당 명령어는 예외를 발생시키고, 이 예외는 커널에 의해 처리되어야 하며, 이는 눈에 띄는 오버헤드를 유발한다).
일부 자우루스 모델에 OpenBSD가 포팅되었다. 이 포트는 SL-C3000, SL-C3100, SL-C3200에서 사용 가능하며 C860 및 C1000 지원 확대를 위한 개발이 진행 중이다. 그러나 이 OpenBSD 포트는 원래 운영 체제를 완전히 대체하지 않으며 ROM 이미지로 제공되지 않고, 대신 원래 리눅스 설치를 부트로더로 사용하며 다른 플랫폼에서 OpenBSD를 설치하는 것과 동일하게 설치된다. 또한 OpenBSD의 작업을 기반으로 한 NetBSD 포트도 개발 중이다. 2016년 9월 초, OpenBSD 프로젝트는 자사의 운영 체제 자우루스 포트 지원을 중단했다.

## 소프트웨어

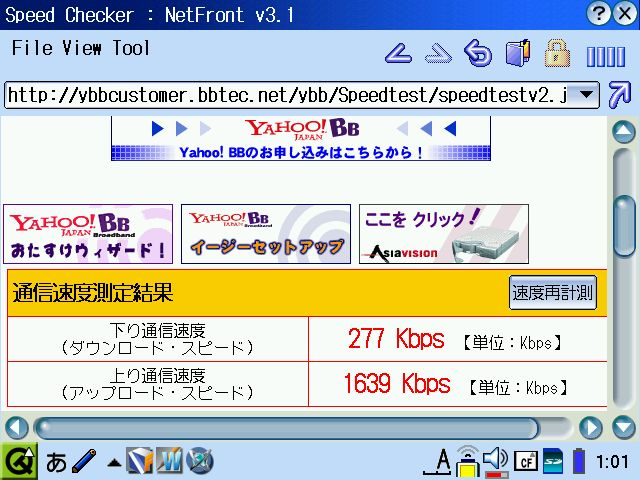
Qtopia 데스크톱에 넷프론트 브라우저 창이 있는 SL-C1000 화면 (영어로 변환됨)

리눅스 운영 체제로 전환하면서 자우루스는 웹 및 FTP 서버, 데이터베이스, 컴파일러를 포함한 다양한 독점 및 오픈 소스 소프트웨어의 변형을 실행할 수 있게 되었다. 개발자들은 자우루스용으로 여러 대체 리눅스 배포판을 만들었다.
샤프에서 제공하는 소프트웨어에는 날짜 관리, 주소록, 할 일 목록과 같은 기본적인 PDA 패키지가 포함된다. 이 PIM 애플리케이션들은 상당히 단순하며, 여러 개인과 그룹이 대안을 개발했다. 샤프 ROM 및 오픈자우루스, 윈도우 및 리눅스에서 실행되는 인기 있는(그리고 무료) 대안은 KDE PIM/플랫폼 독립 애플리케이션 세트이다. KDE PIM/PI는 KDE 데스크톱 스위트의 리눅스용 PIM 애플리케이션을 기반으로 한다. KDE PIM/PI에는 KOrganizer/플랫폼 독립(또는 KOPI), KAddressbook/플랫폼 독립(또는 KAPI), K-OpieMail/pi(또는 OMPI), K-Phone/pi(kppi) 및 강력한 암호화를 갖춘 비밀번호 관리자인 PwM/PI가 포함된다.
표준 PDA 애플리케이션 외에도 데스크톱 및 노트북 컴퓨터와 더 일반적으로 관련된 많은 프로그램이 있다. 이들 중에는 다양한 오피스 프로그램, 웹 브라우저, 미디어 애플리케이션 등이 있다. 주로 비즈니스 기계임에도 불구하고, Sonic Powered와 오픈 소스 비디오 게임 개발사인 New Breed Software, Karl Bartel, Silvio Iaccarino 등에서 이 플랫폼용으로 다양한 게임이 개발되었으며, 비디오 게임 에뮬레이터도 개발되었다. 이 개발자들 중 일부는 이전에 리눅스를 실행하는 Agenda VR3 PDA용 게임을 제작했다.